# Висман, Герман фон
Герман фон Висман (Hermann Wilhelm Leopold Ludwig Wissmann, с 1890 года von Wissmann; 4 сентября 1853 — 15 июня 1905) — германский исследователь Африки и колониальный губернатор.
Родился во Франкфурте-на-Одере. Поступил на службу в армию и получил звание лейтенанта в 1874 году. В 1880 году он сопровождал доктора Пауля Погге, работая на Германское Африканское общество, во время экспедиции в Центральную Африку. Высадившись в Сан-Паулу-ди-Луанда на западном побережье, экспедиция достигла Нуангве в апреле 1882 года. Отсюда Погге возвратился на западное побережье, но Висман продолжил путешествие в восточном направлении и достиг Занзибара. В 1883—1885 годах он исследовал район реки Касаи и другие области в бассейне Конго для бельгийского правительства, а в 1886—1887 годах отправился из Лубуки в Конго в Мозамбик через Нуангве и озёра Танганьика и Ньяса. В 1889—1890 годах, как рейхскомиссар, он подавил арабское восстание Абушири в колонии Германская Восточная Африка. В 1892 году он потерпел неудачу в попытке провести два парохода к Виктории посредством озёр Ньяса и Танганьика. В 1895—1896 годах он был губернатором Германской Восточной Африки.
Трагически погиб на охоте в результате выстрела из собственного ружья.
Кавалер ордена Бриллиантовая звезда Занзибара и бельгийского ордена Леопольда I.
Важнейшие работы: 
- Im Innern Afrikas (3d ed. 1891);
- Unter deutscher Flagge quer durch Afrika, 1880-83 (7-е издание, 1890);
- Meine zweite Durchquerung Aequatorial-Afrikas vom Kongo zum Zambesi während der Jahre 1886 u. 1887 (1890);
- Schilderungen und Ratschläge zur Vorbereitung für den Aufenthalt und den Dienst in den deutschen Schutzgebieten (1895).